# Capsicum baccatum var. pendulum
Capsicum baccatum var. pendulum, el ají amarillo, también llamado ají escabeche, ají verde o ají cuzqueño, es un cultivar de Capsicum baccatum (un tipo de ají) que se cultiva en el Perú. Se considera el ají más consumido en el país andino y uno de los más utilizados en la cocina peruana. Según el chef peruano Gastón Acurio, es el más importante ají de la gastronomía local.

## Descripción
Mide de 10 a 15 centímetros de largo, mientras que un subtipo, el ají pacae o ají inca cultivado en la costa sur peruana (Arequipa, Moquegua y Tacna), puede llegar hasta los 22 o 25 centímetros y mayor grosor.
Tiene carne gruesa y tonos afrutados, se vuelve de color verde a anaranjado intenso cuando está maduro, pasando por una etapa intermedia amarillenta denominada pintón. Otros subtipos son el ají norteño, cacho de cabra o cacho de venado (de Lambayeque) y el ayucllo (cultivado principalmente en San Martín y la Selva Central). Su flor mide unos 22 mm.
Es muy aromático y su picor es moderado, entre 30,000 y 50,000 en la escala Scoville. Se considera que no es tan picante si se han quitado las venas y se despepita, pero en su lugar se usa por su sabor y color.

## Historia

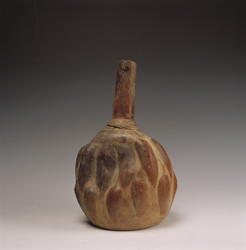
Ají amarillo representado en un huaco moche.

Su cultivo se ha datado en 6500 a. C. en el departamento de Áncash (Perú).
Como otros alimentos cultivados en Perú, ha sido representado en huacos mochicas.

### Cultivo y exportación

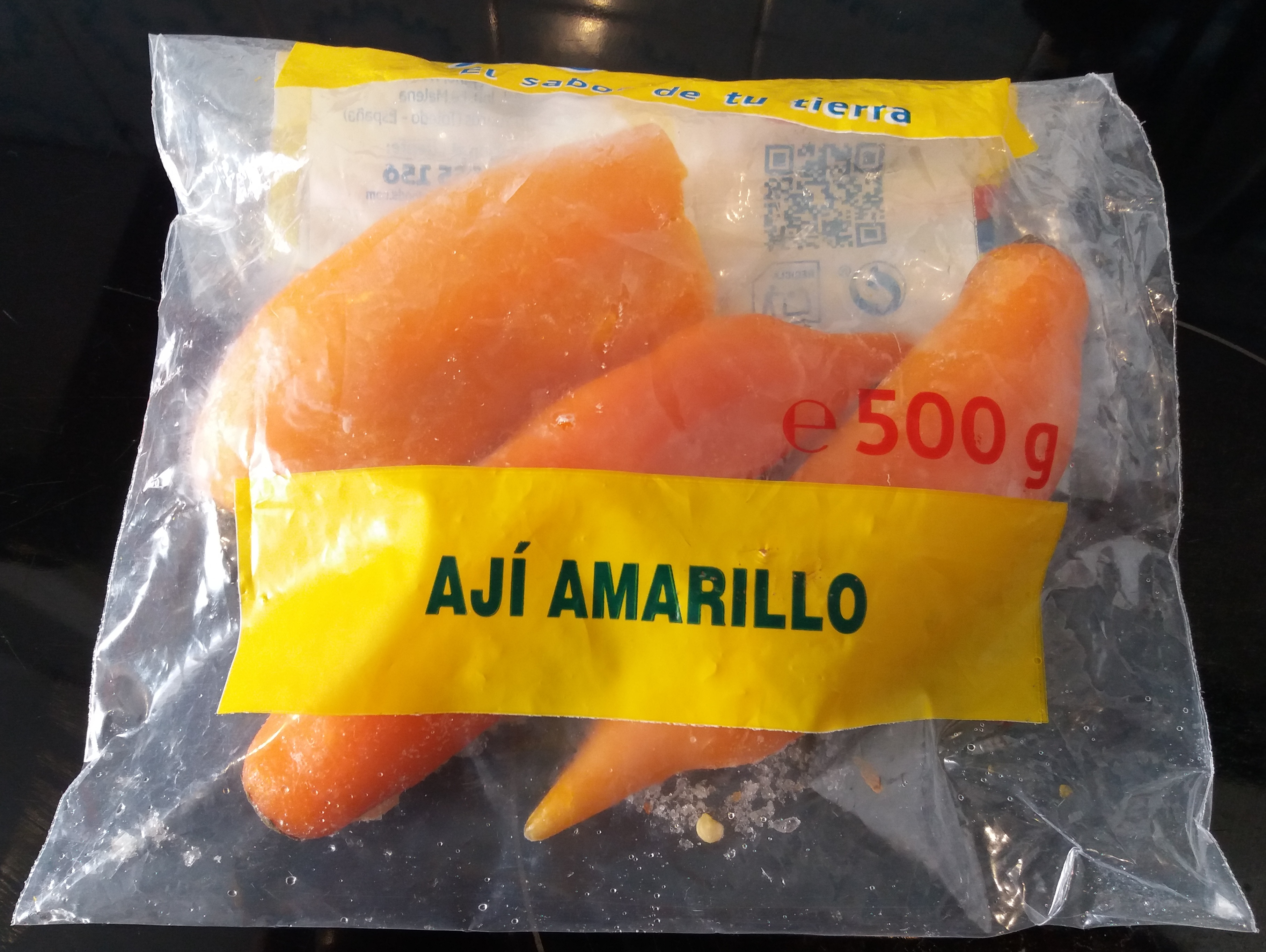
Ají amarillo congelado para exportación

Se cultiva para consumo local y exportación en toda la costa peruana e intensamente en el Norte Chico de Lima. Su comercialización se realiza fresco, congelado y en pasta. Cuando se deseca para su conservación se denomina ají mirasol (en referencia a la deshidratación solar); el resultado es un condimento de menor peso y volumen y sabor concentrado. Este proceso es común en los departamentos de Áncash, Arequipa, Moquegua y Tacna.
El ají amarillo es el ají que más se exporta desde Perú representando un 78% del total (2001-2005). Sus principales mercados son Estados Unidos, Italia, España y Japón. Esta exportación ha aumentado debido al boom de la gastronomía peruana y la emigración de peruanos.

## Uso gastronómico

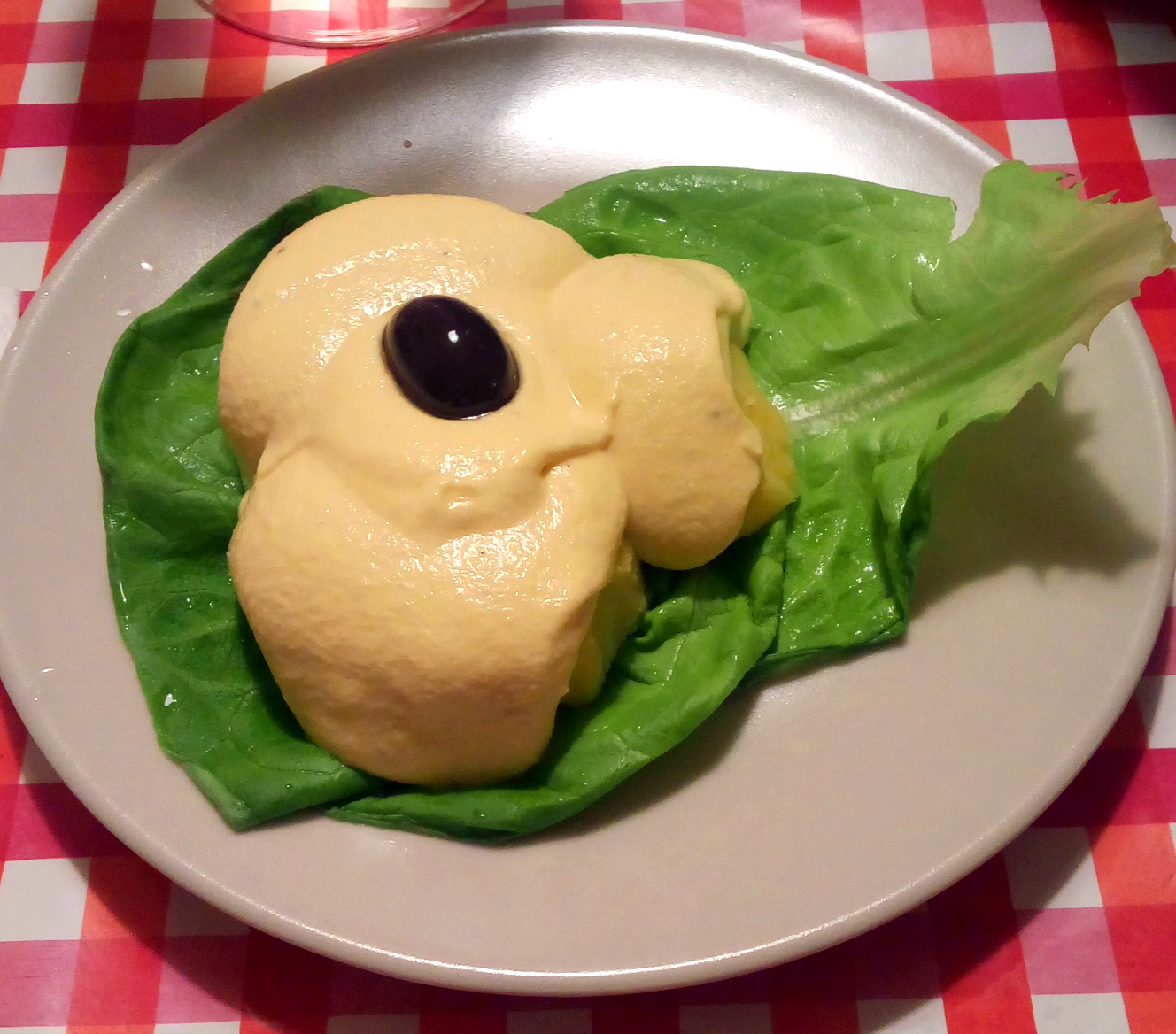
Papa a la huancaína, la salsa es a base de ají amarillo.

El ají amarillo es un elemento indispensable en muchos platos de la gastronomía peruana, como por ejemplo, en cremas (japchi, crema de huacatay, salsa huancaína y salsa criolla), la elaboración de comidas (picantes, ají de gallina, escabeche, causa a la limeña, arroz con pollo, aguadito de pollo, cau cau, tacu-tacu, tiradito, lomo saltado, frito piurano) o rellenos.